# Павлівка (Новоукраїнський район)
Павлі́вка —  село в Україні, у Новоукраїнському районі Кіровоградської області. Входить до складу Мар'янівської сільської громади. Населення становить 164 осіб.

## Населення
За переписом населення України 2001 року в селі мешкали 164 особи.

### Мова
Розподіл населення за рідною мовою за даними перепису 2001 року:
| Мова       | Відсоток |
| ---------- | -------- |
| українська | 95,12 %  |
| білоруська | 2,44 %   |
| російська  | 2,44 %   |